# 克里奇姆峰
62°31′53″S 60°08′42″W / 62.53139°S 60.14500°W

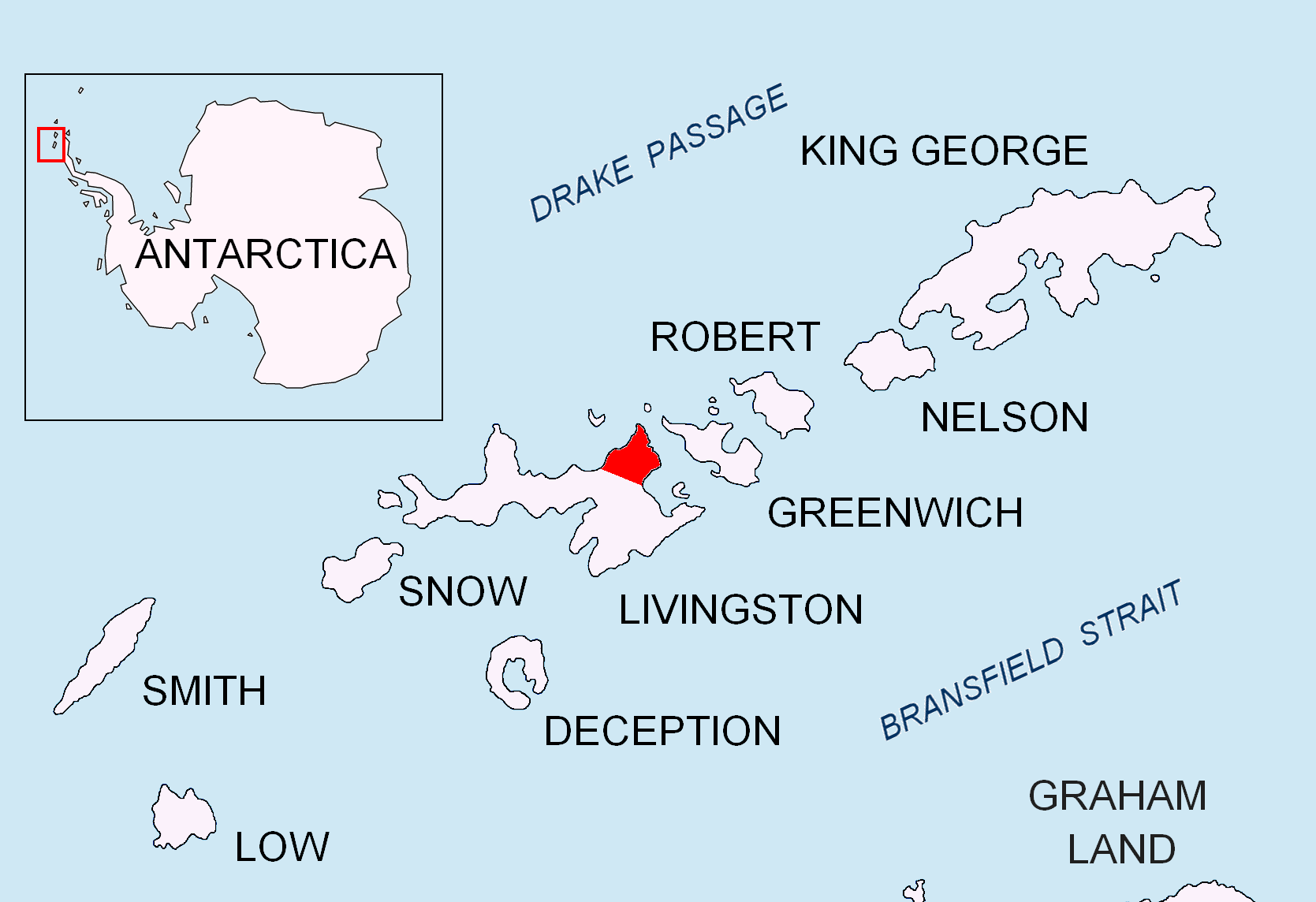

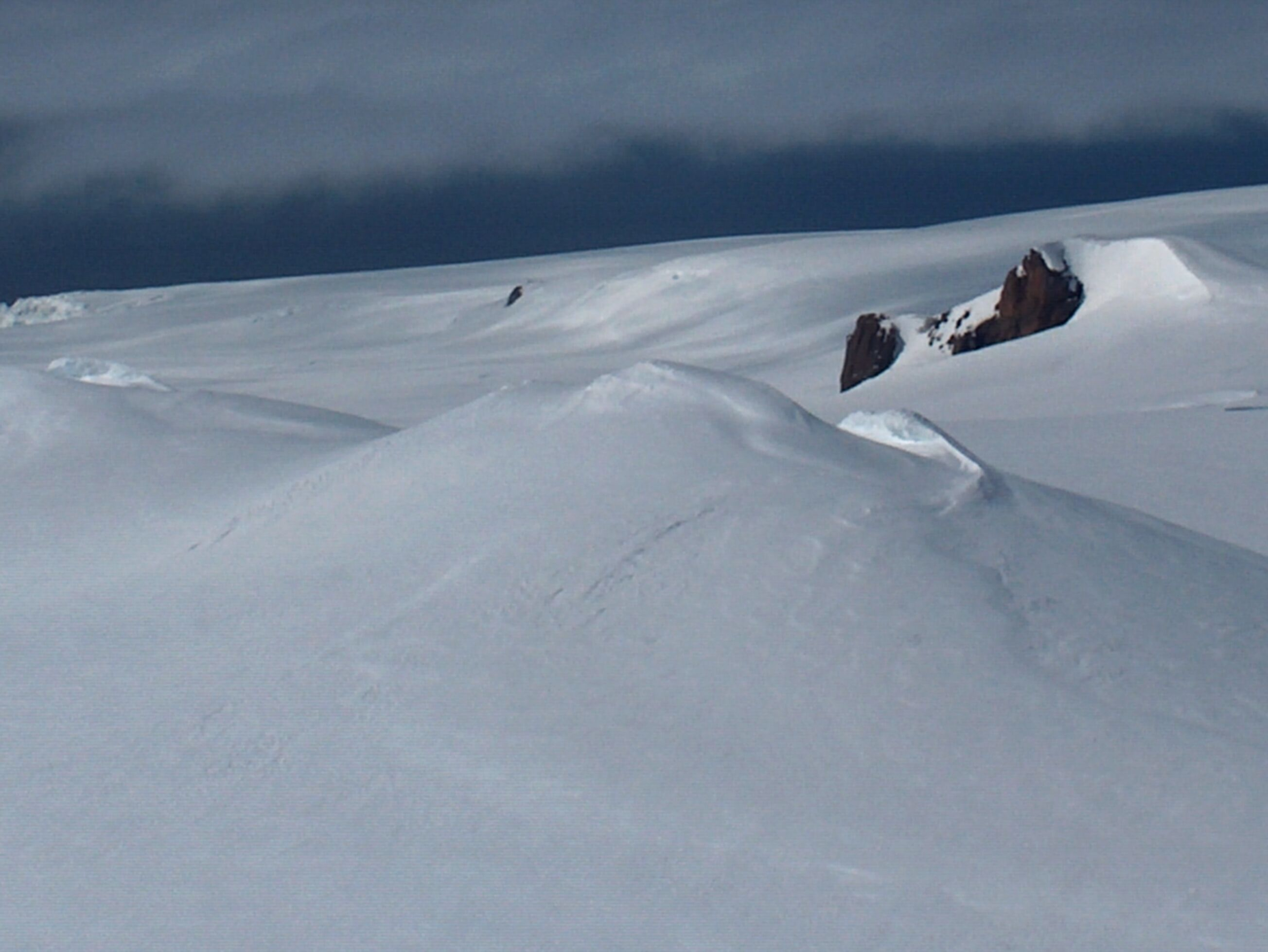

克里奇姆峰是南極洲的山峰，位於南設得蘭群島的利文斯頓島的瓦爾納半島，屬於維丁高地的一部分，海拔高度500米，處於多斯帕特峰以北0.93公里。

## 外部連結
- SCAR Composite Antarctic Gazetteer（页面存档备份，存于）.